# Aleš Neuwirth
Aleš Neuwirth (* 4. ledna 1985, Ostrava) je český fotbalový obránce, od února 2014 působící v FC Baník Ostrava.

## Klubová kariéra
Svoji fotbalovou kariéru začal v FC Baník Ostrava, kde prošel všemi mládežnickými kategoriemi. V roce 2003 se propracoval do prvního týmu. V sezoně 2003/04 získal s Baníkem mistrovský titul. V létě 2004 odešel na půlroční hostování do FK Drnovice. Poté rok a půl hostoval v SK Kladno. V zimním přestupovém období ročníku 2010/11 Ostravu definitivně opustil a přestoupil do FC Viktoria Plzeň. Ve stejné sezoně získal s klubem titul. V červenci 2011 zamířil na hostování do FK Mladá Boleslav. V průběhu přípravy se zranil a za tým v lize neodehrál žádný zápas. Po půl roce se vrátil zpět do Plzně, kde v létě 2012 skončil. Další angažmá si kvůli přetrvávajícím zdravotním problémům našel až v únoru 2014, kdy se vrátil do Ostravy. Momentálně si plní jeden z dětských snů, nastupuje po boku svého staršího bratra Lumíra Neuwirtha za Tj Spartak Chuchelná.